# Совет министров СССР на 3 августа 1982 года

Совет Министров СССР:
Председатель Совета Министров СССР — Тихонов Николай Александрович
Первый заместитель Председателя Совета Министров СССР — Архипов Иван Васильевич

## Заместители Председателя Совета Министров СССР
1. Антонов Алексей Константинович
2. Байбаков Николай Константинович (он же председатель государственного планового комитета СССР)
3. Бодюл Иван Иванович
4. Дымшиц Вениамин Эммануилович
5. Костандов Леонид Аркадьевич
6. Макеев Валентин Николаевич
7. Мартынов Николай Васильевич (он же председатель государственного комитета СССР по материально-техническому снабжению)
8. Марчук Гурий Иванович (он же председатель государственного комитета СССР по науке и технике)
9. Новиков Игнатий Трофимович
10. Нуриев Зия Нуриевич
11. Смирнов Леонид Васильевич
12. Талызин Николай Владимирович (представитель СССР в СЭВ)

## Министры СССР (общесоюзные министерства)
1. авиационной промышленности — Силаев Иван Степанович
2. автомобильной промышленности — Поляков Виктор Николаевич
3. внешней торговли — Патоличев Николай Семенович
4. газовой промышленности — Динков Василий Александрович
5. гражданской авиации — Бугаев Борис Павлович
6. машиностроения — Бахирев Вячеслав Васильевич
7. машиностроения для животноводства и кормопроизводства — Беляк Константин Никитович
8. машиностроения для легкой и пищевой промышленности и бытовых приборов — Пудков Иван Иванович
9. медицинской промышленности — Мельниченко Афанасий Кондратьевич
10. морского флота — Гуженко Тимофей Борисович
11. нефтяной промышленности — Мальцев Николай Алексеевич
12. оборонной промышленности — Финогенов Павел Васильевич
13. обороны — Устинов Дмитрий Федорович
14. общего машиностроения — Афанасьев Сергей Александрович
15. по производству минеральных удобрений — Петрищев Алексей Георгиевич
16. приборостроения, средств автоматизации и систем управления — Шкабардня Михаил Сергеевич
17. промышленности средств связи — Первышин Эрлен Кирикович
18. путей сообщения — Павловский Иван Григорьевич
19. радиопромышленности — Плешаков Петр Степанович
20. среднего машиностроения — Славский Ефим Павлович
21. станкостроительной и инструментальной промышленности — Бальмонт Борис Владимирович
22. строительного, дорожного и коммунального машиностроения — Чудин Виталий Иванович
23. строительства предприятий нефтяной и газовой промышленности — Щербина Борис Евдокимович
24. строительства в районах Дальнего Востока и Забайкалья — Башилов Сергей Васильевич
25. судостроительной промышленности — Егоров Михаил Васильевич
26. тракторного и сельскохозяйственного машиностроения — Ежевский Александр Александрович
27. транспортного строительства — Соснов Иван Дмитриевич
28. тяжелого и транспортного машиностроения — Жигалин Владимир Фёдорович
29. химического и нефтяного машиностроения — Брехов Константин Иванович
30. химической промышленности — Листов Владимир Владимирович
31. электронной промышленности — Шокин Александр Иванович
32. электротехнической промышленности — Майорец Анатолий Иванович
33. энергетического машиностроения — Кротов Виктор Васильевич

## Министры СССР (союзно-республиканские министерства)
1. внутренних дел — Щёлоков Николай Анисимович
2. высшего и среднего специального образования — Елютин Вячеслав Петрович
3. геологии — Козловский Евгений Александрович
4. заготовок — Золотухин Григорий Сергеевич
5. здравоохранения — Буренков Сергей Петрович
6. иностранных дел — Громыко Андрей Андреевич
7. культуры — Демичев Петр Нилович
8. легкой промышленности — Тарасов Николай Никифорович
9. лесной, целлюлозно-бумажной и деревообрабатывающей промышленности — Бусыгин Михаил Иванович
10. мелиорации и водного хозяйства — Васильев Николай Фёдорович
11. монтажных и специальных строительных работ — Бакин Борис Владимирович
12. мясной и молочной промышленности — Антонов Сергей Федорович
13. нефтеперерабатывающей и нефтехимической промышленности — Фёдоров Виктор Степанович
14. пищевой промышленности — Леин Вольдемар Петрович
15. плодоовощного хозяйства — Козлов Николай Тимофеевич
16. промышленного строительства — Токарев Александр Максимович
17. промышленности строительных материалов — Яшин Алексей Иванович
18. просвещения — Прокофьев Михаил Алексеевич
19. рыбного хозяйства — Каменцев Владимир Михайлович
20. связи — Шамшин Василий Александрович
21. сельского строительства — Хитров Степан Дмитриевич
22. сельского хозяйства — Месяц Валентин Карпович
23. строительства — Караваев Георгий Аркадьевич
24. строительства предприятий тяжелой индустрии — Голдин Николай Васильевич
25. торговли — Струев Александр Иванович
26. угольной промышленности — Братченко Борис Фёдорович
27. финансов — Гарбузов Василий Федорович
28. цветной металлургии — Ломако Пётр Фадеевич
29. черной металлургии — Казанец Иван Павлович
30. энергетики и электрификации — Непорожний Петр Степанович
31. юстиции — Теребилов Владимир Иванович

## Председатели государственных комитетов СССР (общесоюзных)
1. по науке и технике — Марчук Гурий Иванович (он же заместитель председателя Совета Министров СССР)
2. по стандартам — Бойцов Василий Витальевич
3. по внешним экономическим связям — Скачков Семен Андреевич
4. по гидрометеорологии и контролю природной среды — Израэль Юрий Антониевич
5. по делам изобретений и открытий — Наяшков Иван Семенович
6. по материальным резервам — Коваленко Александр Власович

## Председатели государственных комитетов СССР (союзно-республиканских)
1. планового — Байбаков Николай Константинович (он же заместитель председателя Совета Министров СССР)
2. по делам строительства — Новиков Игнатий Трофимофич
3. по материально-техническому снабжению — Мартынов Николай Васильевич (он же заместитель председателя Совета Министров СССР)
4. по труду и социальным вопросам — Ломоносов Владимир Григорьевич
5. по ценам — Глушков Николай Тимофеевич
6. по профессионально-техническому образованию — Булгаков Александр Александрович
7. по телевидению и радиовещанию — Лапин Сергей Георгиевич
8. по кинематографии — Ермаш Филипп Тимофеевич
9. по делам издательств, полиграфии и книжной торговли — Стукалин Борис Иванович
10. по лесному хозяйству — Воробьев Георгий Иванович
11. государственной безопасности — Федорчук Виталий Васильевич
12. по производственно-техническому обеспечению сельского хозяйства — Хитрун Леонид Иванович
13. по обеспечению нефтепродуктами — Хурамшин Талгат Закирович
14. по надзору за безопасным ведением работ в промышленности и горному надзору — Владыченко Иван Максимович

Председатель Комитета народного контроля СССР — Школьников Алексей Михайлович
Председатель правления Государственного банка СССР — Алхимов Владимир Сергеевич
Начальник Центрального статистического управления СССР — Володарский Лев Мордкович
Управляющий делами Совета Министров СССР — Смиртюков Михаил Сергеевич

## Председатели Советов Министров союзных республик
1. РСФСР — Соломенцев Михаил Сергеевич
2. Украинской ССР — Ляшко Александр Павлович
3. Белорусской ССР — Аксенов Александр Никифорович
4. Узбекской ССР — Худайбердыев Нармахонмади Джураевич
5. Казахской ССР — Ашимов Байкен Ашимович
6. Грузинской ССР — Картвелишвили Дмитрий Леванович
7. Азербайджанской ССР — Сеидов Гасан Неймат оглы
8. Литовской ССР — Сонгайла Рингаудас-Бронисловас Игнович
9. Молдавской ССР — Устиян Иван Григорьевич
10. Латвийской ССР — Рубэн Юрий Янович
11. Киргизской ССР — Дуйшеев Арстанбек Дуйшеевич
12. Таджикской ССР — Махкамов Кахар Махкамович
13. Армянской ССР — Саркисян Фадей Тачатович
14. Туркменской ССР — Каррыев Чары Союнович
15. Эстонской ССР — Клаусон Вальтер Иванович